# Reserva índia Ewiiaapaayp
La reserva índia Ewiiaapaayp és una reserva índia que constitueix la llar de la Banda Ewiiaapaayp d'indis Kumeyaay, abans Comunitat Cuyapaipe d'Indis de Missió diegueño de la reserva Cuyapaipe, uns tribu reconeguda federalment de kumeyaays del comtat de San Diego a Califòrnia, també coneguts com a indis de missió. En kumeyaay "Ewiiaapaayp" vol dir "roca inclinada," una característica destacada a la reserva.

## Reserva
La resereva índia Ewiiaapaayp, antigament coneguda com a reserva Cuyapaipe (32° 50′ 30″ N, 116° 23′ 08″ O / 32.84167°N,116.38556°O), és una reserva índia federal situada a l'est del comtat de San Diego. La reserva fou creada el 1891 pel Congrés dels Estats Units.
La reserva és formada per dues parcel·les de terra. La major part de la reserva Ewiiaapaayp yé una superfície de 4.102,5 acres o 16,62 km², situada a la vora de Mount Laguna, i a 31 kilòmeters a l'est d'Alpine. Només l'1% de la terra és cultivable, sent la majoria escarpada i rocosa. No hi ha serveis públics disponibles en aquesta parcel·la. A causa de la falta d'accés a aquesta reserva, moltes famílies Ewiiaapaayp marxaren i es registraren en altres tribus kumeyaay.
La segona parcel·la, coneguda com a reserva índia Little Ewiiaapaaypn, té 10 acres (40 m²) de terra situats vora Alpine, que es va posar en fideïcomís en 1986. Aquesta terra s'arrenda al Southern Indian Health Council, que ofereix atenció de salut per a set tribus kumeyaay així com els no nadius que viuen a la zona.
En els últims anys, 13 persones vivien en set cases a la reserva i criaven cavalls. L'únic accés a la reserva és a peu, ja que és atès per un camí de terra, tancat en diversos llocs. En 1973 dos dels cinc membres registrats vivien a la reserva.

## Govern
La banda Ewiiaapaayp té la seu a Alpine (Califòrnia). Es regeixen per un consell tribal elegit democràticament d'acord amb la seva constitució, ratificada el 1973 i modificada el 2002. Són una tribu autogovernada, com s'indica a l'Indian Self-Determination and Education Assistance Act. Robert Pinto és el seu actual cap tribal.

## Membres tribals
Entre els membres registrats hi ha Michael Garcia; Harlan Pinto, Jr.; Harlan Pinto, Sr.; Gloria Pinto; Robert Pinto, Sr.; i James Robertson.